# Callicebus lugens
Callicebus lugens är en däggdjursart som först beskrevs av Alexander von Humboldt 1811.  Callicebus lugens ingår i släktet springapor och familjen Pitheciidae. IUCN kategoriserar arten globalt som livskraftig. Inga underarter finns listade.
Arten når en kroppslängd (huvud och bål) av 30 till 40 cm, en svanslängd av 41 till 49 cm och en vikt av cirka 1,1 kg. Kroppen är huvudsakligen täckt av svart päls och på bröstet samt strupen förekommer en större vitaktig fläck. Bakre delar av bålen kan ha en kastanjebrun skugga. På det mörka ansiktet finns bara några glest fördelade hår. Callicebus lugens har vitaktiga händer.
Denna springapa förekommer i norra Brasilien, södra Colombia, södra Venezuela och i angränsande områden av Guyana. Habitatet utgörs av fuktiga skogar och av skogar som påminner om landskapet Caatinga. Arten äter frukter, blad, frön, unga växtskott, insekter och andra ryggradslösa djur. Flocken har i genomsnitt 3,5 medlemmar.
Individerna är aktiv på dagen och klättrar främst i träd. Flockens revir är 9 till 22 hektar stort. Ibland skriker två exemplar tillsammans i duett för kommunikationen med andra flockar. Ungar blir cirka två år efter födelsen könsmogna.